# نادي بوتايسا توردا لكرة اليد
نادي بوتايسا توردا لكرة اليد هو نادي كرة يد في رومانيا. يلعب في الدوري الروماني لكرة اليد. تبلغ سعة ملعبه 1000 متفرجا.